# Damiano Michieletto
Damiano Michieletto   (Venècia, 17 de novembre de 1975) és un director d'escena italià conegut principalment per la seva feina en l'àmbit de l'òpera. Ha preparat posades en escena per als festivals i les cases d'òpera més destacats d'Europa. A Barcelona s'hi han representat òperes amb la seva intervenció al Gran Teatre del Liceu.
Ha obtingut guardons rellevants, com ara el premi Laurence Olivier a la millor producció nova per una posada en escena de Cavalleria rusticana de Mascagni i de Pagliacci de Leoncavallo a la Royal Opera House de Londres l'any 2015.Nº 1

## Carrera
Michieletto va néixer a Venècia i va créixer a Scorzè, un poble de la Ciutat metropolitana de Venècia. Es va llicenciar en lletres a la Universitat Ca 'Foscari de Venècia i va dirigir a l'Scuola d'Arte Drammatica Paolo Grassi de Milà. Va debutar com a director amb una producció de  Švanda dudákat de Weinberger al Wexford Festival l'any 2003.Nº 1
És especialista en obres de Gioacchino Rossini amb un debut aclamat per la crítica al Rossini Opera Festival de Pesaro l'any 2007.Nº 1 A La Fenice al seu ciutat natal, va dirigir les tres òperes de  Mozart amb llibrets de Lorenzo da Ponte.Nº 1 Va posar en escena algunes òperes de Ramón Carnicer, Michael Daugherty, Nino Rota, Stefano Pavesi i Marco Tutino. El 2012, va debutar tant al Festival de Salzburg, on va dirigir La BohèmeNº 1 de Puccini, i al Theater an der Wien, on va dirigir El tríptic del mateix compositor.
Michieletto va dirigir a La Scala de Milà, per primera vegada a la temporada 2013/14, una producció de Verdi A Masquerade Ball. Al Festival de Salzburg, va tornar a dirigir  Falstaff de Verdi, La Cenerentola de Rossini, amb Cecilia Bartoli al paper principal. Va fer el seu debut a Londres el juny de 2015, posant en escena Guillaume Tell de Rossini a la Royal Opera House.
Michieletto va dirigir 'Cendrillon de Massenet a la Komische Oper Berlin el 2016 i l'estrena mundial de Aquagranda de Filippo Perocco a La Fenice l'any 2016, escrit per encàrrec amb motiu del 50è aniversari de la inundació de l'acqua alta de 1966. El 2019, Michieletto va dirigir Der ferne Klang de Franz Schreker a l'Oper Frankfurt, on l'estrena mundial havia tingut lloc el 1912.
Per a la televisió RAI el 2017 va ser convidat per l'estrella del pop Mika (cantant) per col·laborar en la realització del programa “CasaMika2” de Rai 2. L'any 2020 és el creador, autor i conductor del programa "Il volo del borinot" de Rai 5.

## Produccions
- 2003 Švanda dudákat – Wexford Festival Opera[5]

- 2004 Il trionfo delle belle de Stefano Pavesi – Rossini Opera Festival, Pesaro[1]
- 2006 Il dissoluto punito de Ramón Carnicier – Festival La Coruña
- 2007 La gazza ladra – Rossini Opera Festival[1][6]
- 2007 Il cappello di paglia di Firenze de Nino Rota – Teatro Carlo Felice, Genua
- 2008 Lucia di Lammermoor – Òpera de Zúric[1]
- 2008 Jackie O de Michael Daugherty – Lugo Opera Festival
- 2009 Roméo et Juliette – La Fenice[5]
- 2009 Die Entführung aus dem Serail – Teatro San Carlo, Neapel[1]
- 2009 La scala di seta – Rossini Opera Festival[1]
- 2010 Il corsaro – Òpera de Zúricref[5]
- 2010 Don Giovanni – La Fenice[5]
- 2010 Tramonto de Renato Simoni – Teatro Stabile del Veneto
- 2010 Madama Butterfly – Teatro Regio, Turin[1]
- 2010 Sigismondo – Rossini Opera Festival[1]
- 2011 Le nozze di Figaro – La Fenice[5]
- 2011 The Greek Passion de Bohuslav Martinů – Teatro Massimo, Palermo.[5]
- 2012 Il ventaglio – Teatro Stabile del Veneto[5]
- 2012 Così fan tutte – La Fenice / Liceu, Barcelona[5]
- 2012 La Bohème – Salzburg Festival[1]
- 2012 Il trittico – Theater an der Wien, Copenhagen Opera House[5]
- 2013 Un ballo in maschera – La Scala Milano[1]
- 2013 Falstaff – Salzburg Festival[1]
- 2013 Idomeneo – Theater an der Wien[1]
- 2014 L’ispettore generale – Teatro Stabile del Veneto[5]
- 2014 The Rake’s Progress – Opernhaus Leipzig, La Fenice[5]
- 2014 La Cenerentola – Salzburg Festival[1]
- 2015 Il viaggio a Reims – Dutch National Opera[5]
- 2015 Divine Parole (Divinas Palabras by Ramón María del Valle-Inclán – Piccolo Teatro di Milano[1]
- 2015 Guillaume Tell – Royal Opera House, London[1]
- 2015 Die Zauberflöte – La Fenice[5]
- 2015 Cavalleria rusticana, Pagliacci – Royal Opera House[6]
- 2016 Otello de Rossini – Theater an der Wien[1]
- 2016 Die Dreigroschenoper – Piccolo Teatro di Milan[1]
- 2016 Cendrillon – Komische Oper Berlin[1]
- 2016 Samson et Dalila - Opéra de Paris
- 2016 Aquagranda – world premiere, La Fenice[5]
- 2017 La Damnation de Faust – Teatro dell'Opera di Roma
- 2018 Midsummer night’s dream – Theater an der Wien
- 2018 Don Pasquale – Opéra de Paris
- 2019 Macbeth – La Fenice[2]
- 2019 Der ferne Klang – Oper Frankfurt[7]
- 2019 Alcina – Salzburg Pentecost Festival
- 2020 Rigoletto – Circo Massimo, Teatro dell'Opera Roma
- 2020 Béatrice et Bénédict – Opéra national de Lyon
- 2021 Salome – La Scala Milano
- 2021 Jenůfa – Berlin State Opera
- 2021 Kát'a Kabanová – Glyndebourne Festival

## Premis
- 2003 Irish Times Theatre Awards – Best Opera Production, for Schwanda[2]
- 2008 Franco Abbiati Prize – Best Director, for La gazza ladra[8]
- 2013 Reumert Prize – Best Opera Production, for Il Trittico[9][10]
- 2015 Österreichischer Musiktheaterpreis – category Beste Regie, for Idomeneo at the Theater an der Wien[11]
- 2015 Laurence Olivier Award – Best Opera Production, for Cavalleria rusticana – Pagliacci[1]
- 2017 Franco Abbiati Prize – Best Director, for Aquagranda[2]
- 2018 Franco Abbiati Prize – Best Opera Production, for La Damnation de Faust[2]
- 2018 Melbourne Green Room Awards - Best Director, for Cavalleria Rusticana - Pagliacci
- 2019 Casta Diva Award - Best Opera Production, for "Il viaggio a Reims"
- 2020 Melbourne Green Room Award - Best Opera Production, for "Il viaggio a Reims'